# Circonscription de Selekleka
La circonscription de Selekleka est une des 38 circonscriptions législatives de l'État fédéré du Tigré, elle se situe dans la Zone nord-ouest. Son représentant actuel est Abay Tsehaye Abay.